# سقنقور الن
سقنقور الن (نام علمی: Lerista allanae) نام یک گونه از زیرخانواده پیچ‌وتابیان است.